# Hoefijzerstraat
De Hoefijzerstraat is een straat in de Nederlandse stad Utrecht in de wijk Wittevrouwen, die loopt vanaf de Veeartsenijstraat tot aan de Krijtstraat waar hij in overgaat.
Aan de Hoefijzerstraat bevindt zich een klein park met huizen aan drie zijden eromheen plus een parkeerplaats.
Er bevinden zich ook aan de Hoefijzerstraat een aantal panden uit de periode dat hier nog de Faculteit der Diergeneeskunde van de Rijksuniversiteit was gevestigd.

## Fotogalerij

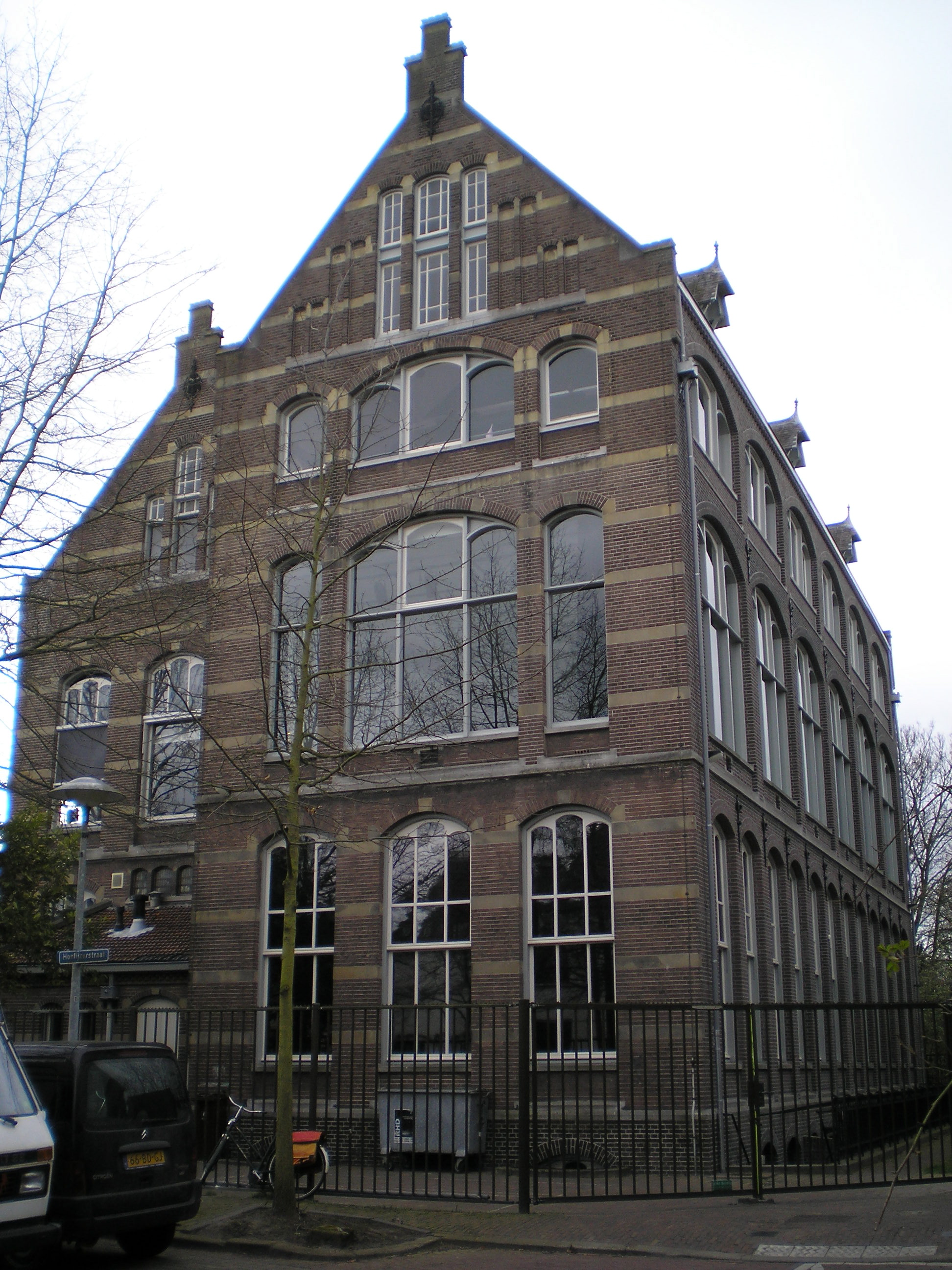
Hoefijzerstraat te Utrecht
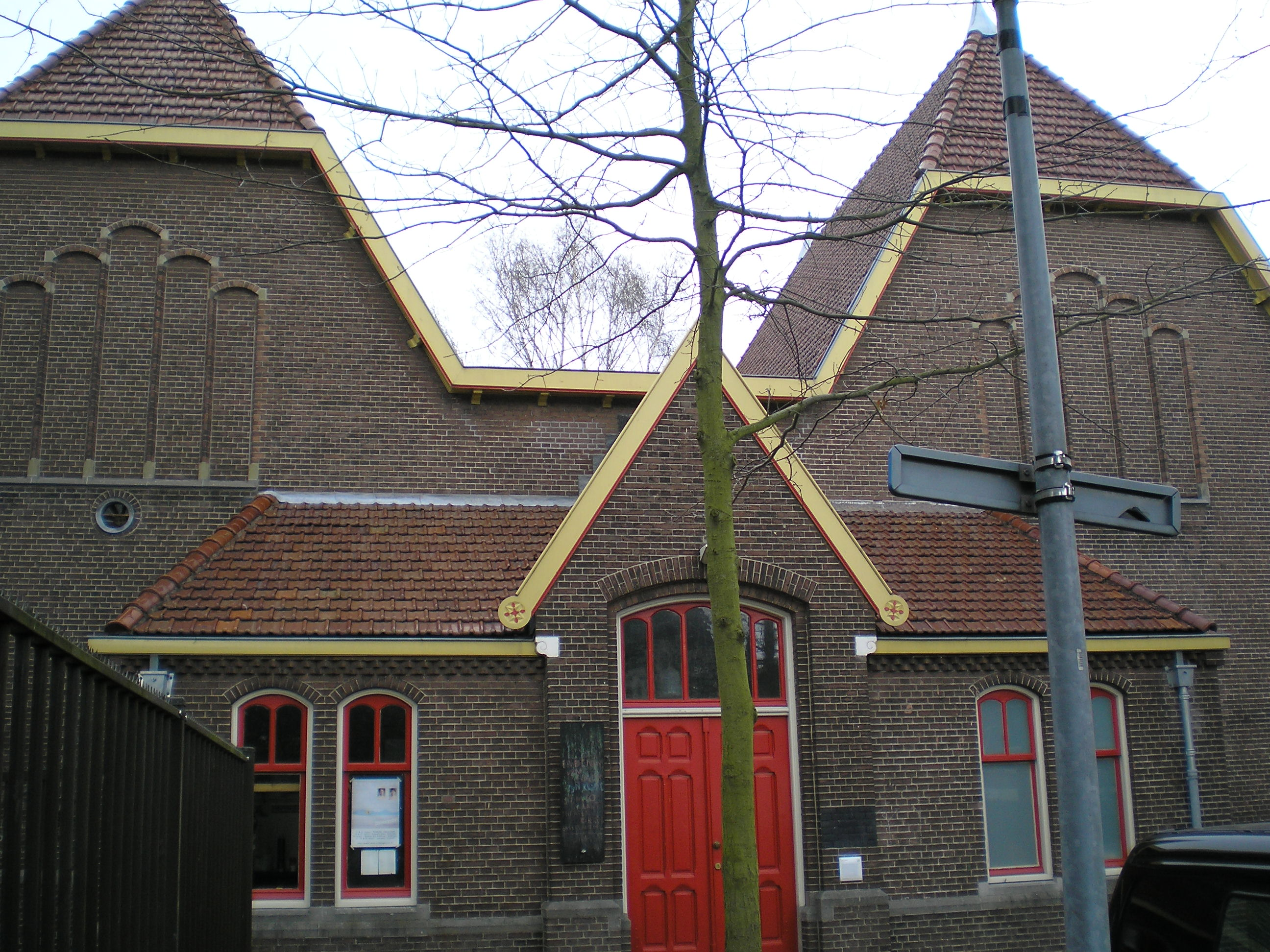
Snijzaal van Sectiegebouw Pathologisch Instituut (1911) aan de Hoefijzerstraat 10
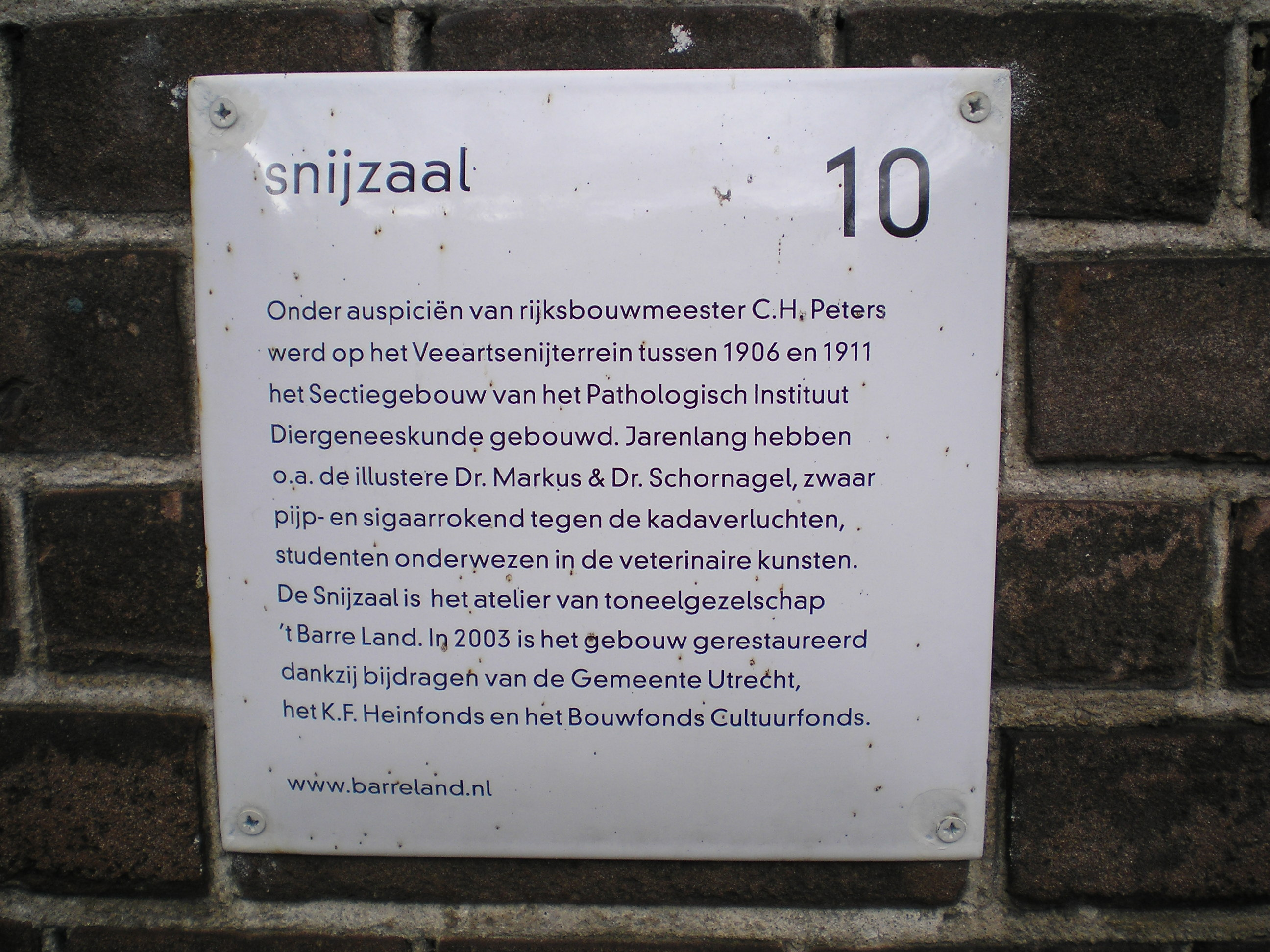
Tekstplaat op Sectiegebouw Pathologisch Instituut aan de Hoefijzerstraat 10
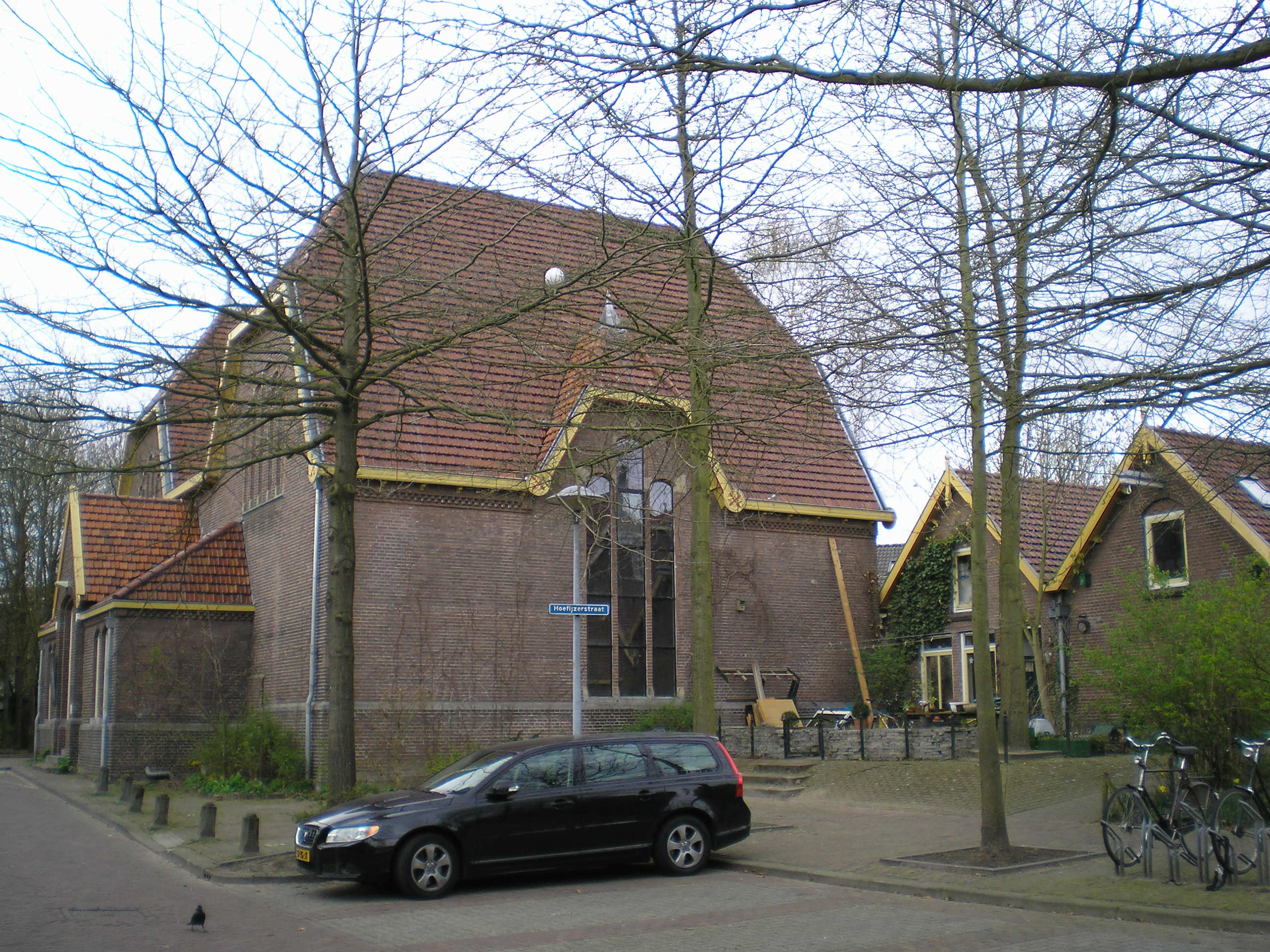
Zijkant van gebouw Hoefijzerstraat 10
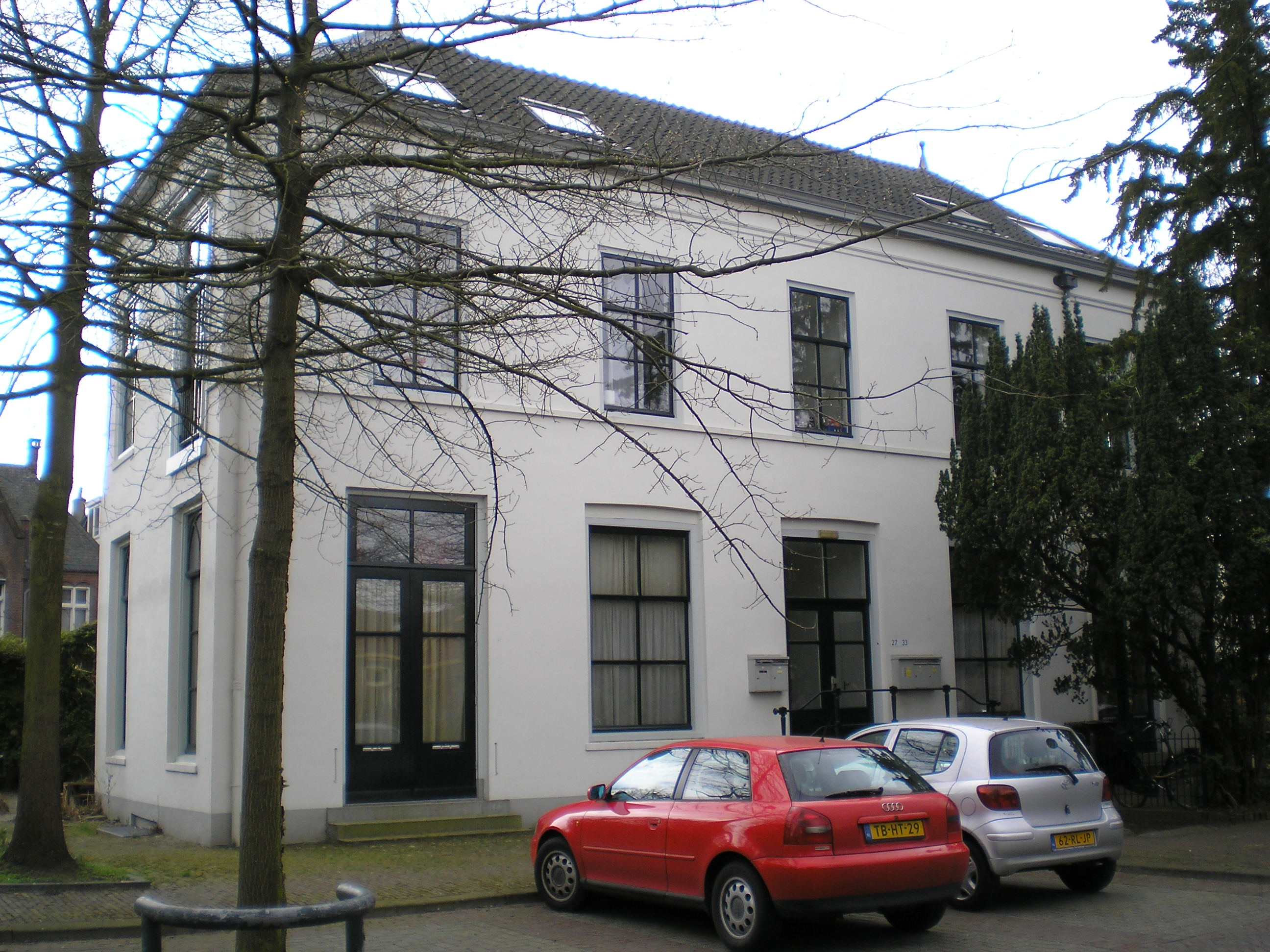
Hoefijzerstraat 27-33
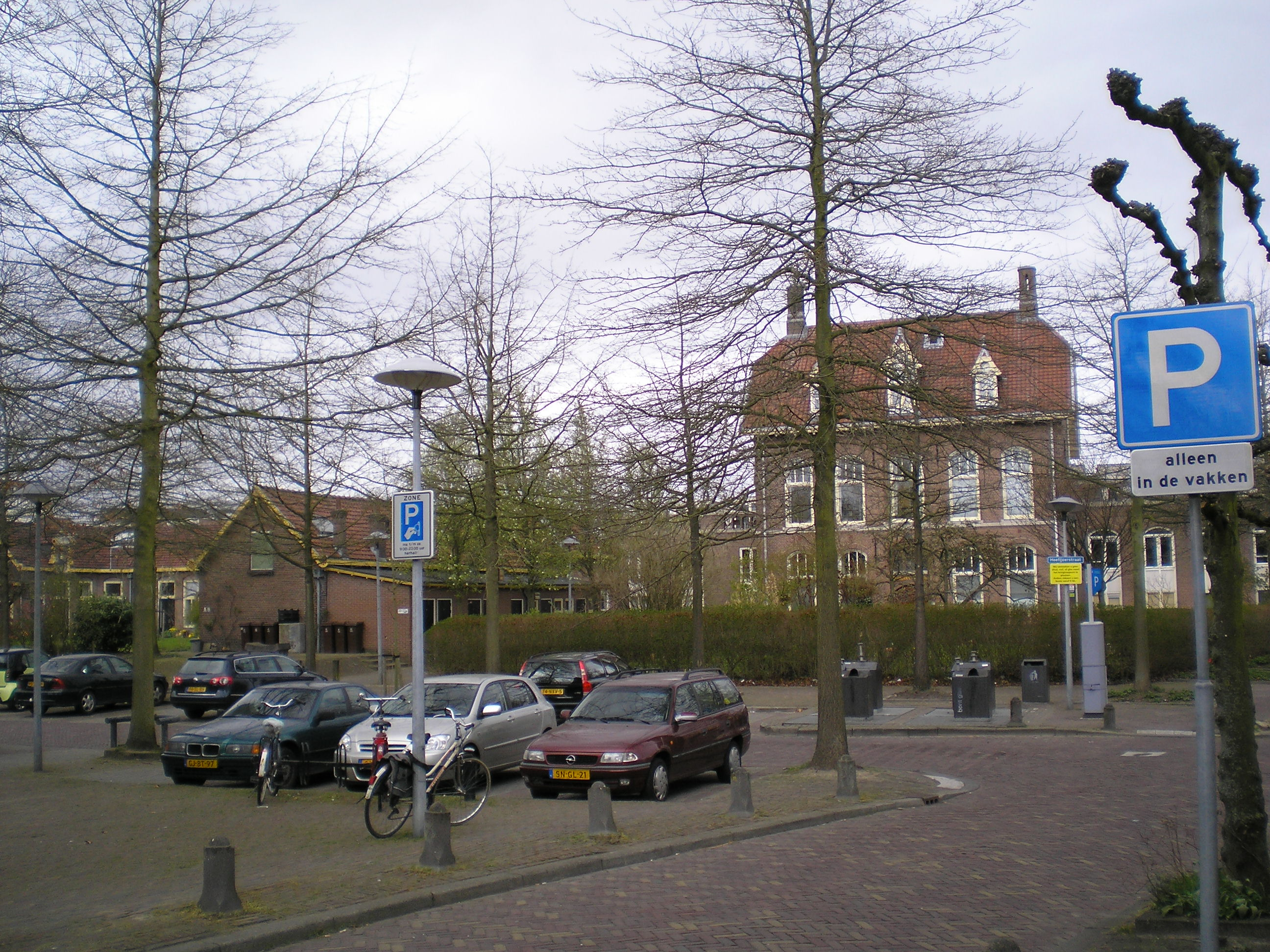
Parkeerplaats aan de Hoefijzerstraat
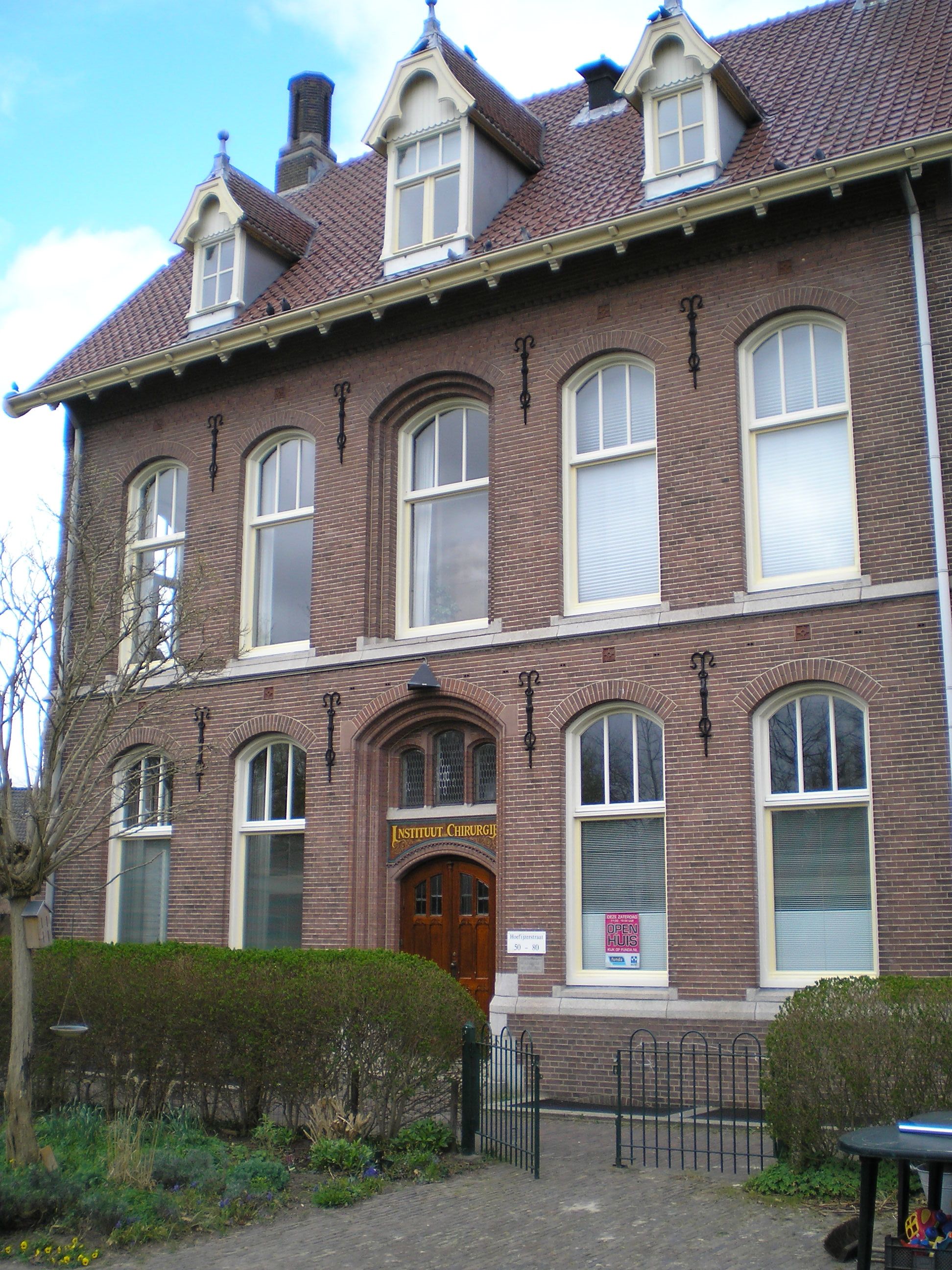
Voormalig Instituut voor Veterinaire Chirurgie aan de Hoefijzerstraat
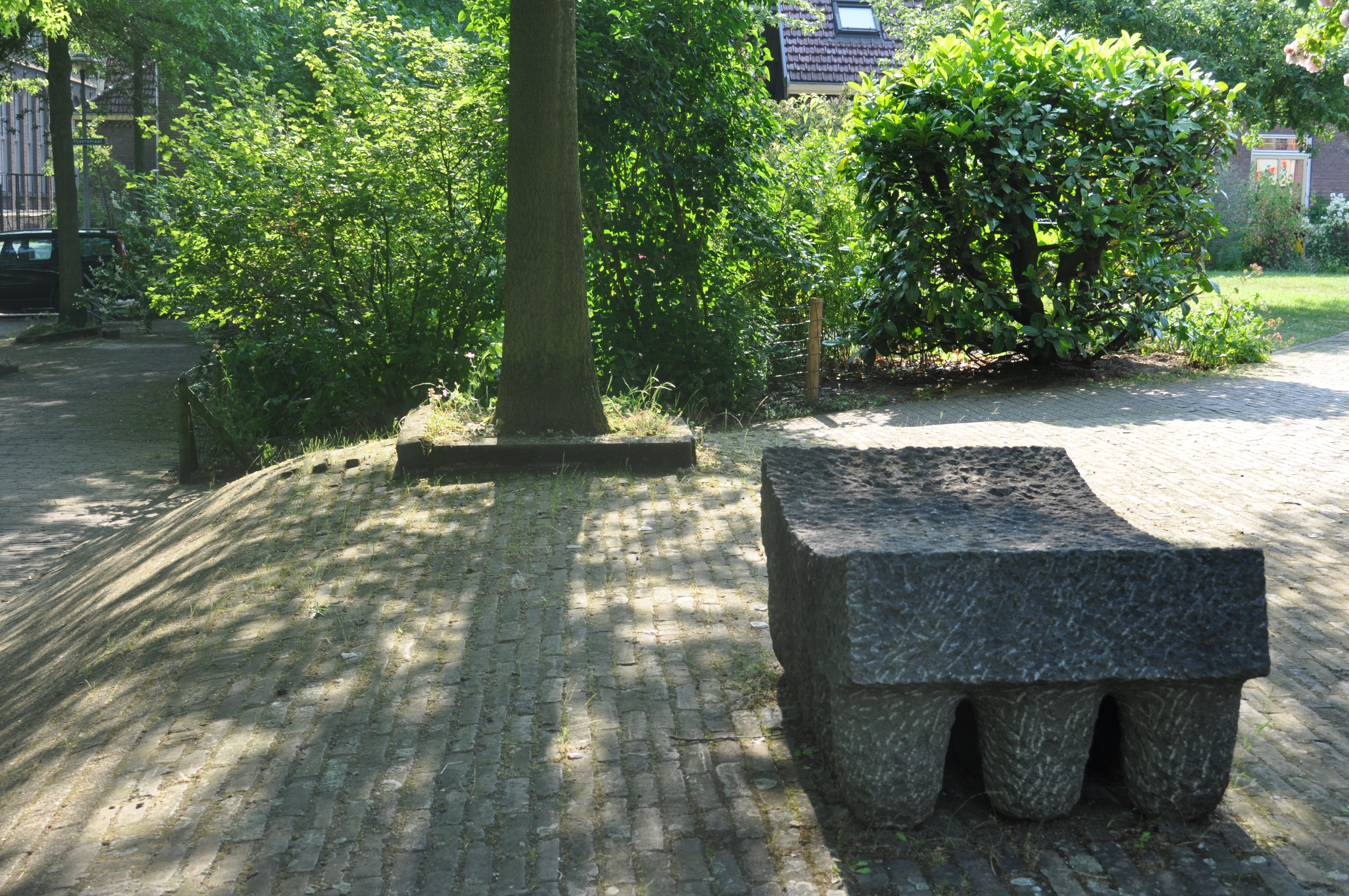
Stenenbankje gemaakt door Gerard van Rooij in 1992 aan de Hoefijzerstraat

Biltstraat ·
Blauwkapelseweg ·
Bollenhofsestraat ·
Hoefsmederijpad ·
Hoefsmederijstraat ·
Hoefijzerstraat ·
Kapelstraat ·
Kleinesingel ·
Poortstraat ·
Veeartsenijpad ·
Veeartsenijstraat ·
Wittevrouwensingel